# Епархия Фолл-Ривера
Епархия Фолл-Ривера (лат. Dioecesis Riverormensis) — епархия Римско-Католической церкви с центром в городе Фолл-Ривер, США. Епархия Фолл-Ривера входит в митрополию Бостона. Кафедральным собором епархии Фолл-Ривера является Собор Пресвятой Девы Марии в городе Фолл-Ривер, штат Массачусетс.

## История
12 марта 1904 года Святой Престол учредил епархию Фолл-Ривера, выделив её из епархии Провиденса.

## Ординарии епархии
- епископ Уильям Стэнг[англ.] (12.03.1904 — 2.02.1907)
- епископ Даниэль Фрэнсис Фиан[англ.] (02.07.1907 — 19.07.1934)
- епископ Джеймс Эдвин Кэссиди[англ.] (28.07.1934 — 17.05.1951)
- епископ Джеймс Луис Коннолли[англ.] (17.05.1951 — 30.10.1970)
- епископ Даниэль Энтони Кронин[англ.] (30.10.1970 — 10.12.1991)
- кардинал Шон Патрик О’Мелли (16.06.1992 — 03.09.2002) — назначен архиепископом Бостона
- епископ Джордж Уильям Коулман (30.04.2003 — 03.07.2014)
- епископ Эдгар Морейра да Кунья[англ.] (с 03.07.2014)

## Источник
- Annuario Pontificio, Libreria Editrice Vaticana, Città del Vaticano, 2003, ISBN 88-209-7422-3